# Tetra Karcist
Albums de Enthroned
XES Haereticum
(2004)
Tetra Karcist est le septième album studio du groupe de Black metal belge Enthroned. L'album est sorti en 2007 sous le label Napalm records.
Tetra Karcist est considéré comme étant l'album le plus abouti du groupe.
L'illustration de la couverture de la pochette de l'album a été faite par Ahmet Meran. Le scorpion y figurant a été, quant à lui, fait par Nornagest.
C'est le premier album du groupe avec Nornagest en tant que chanteur, role qu'il a pris tout en conservant son rôle initial de guitariste. C'est également le premier album du groupe avec le bassiste Phorgath, prenant ainsi l'autre role de l'ancien chanteur du groupe, Lord Sabathan.

## Musiciens
- Nornagest – Chant, Guitare, Chœurs
- Nguaroth – Guitare, Chant
- Phorgath – Basse, Chant
- Alsvid – Batterie

## Liste des morceaux
1. Ingressus Regnum Spiritus – 2:53
2. Pray – 3:02
3. Tellum Scorpionis – 3:42
4. Deviant Nerve Angelus – 1:41
5. The Burning Dawn – 3:30
6. Through The Cortex – 4:38
7. The Seven Ensigns of Creation – 3:17
8. Nox – 4:55
9. Vermin – 6:17
10. Antares – 1:43